# تپه قلعه نظرعلیخان
تپه قلعه نظرعلیخان مربوط به سده‌های ۴–۶ دوران‌های تاریخی پس از اسلام است و در شهرستان کوهدشت، بخش کونانی، دهستان کونانی، ۳۰۰ متری جنوبغرب روستای پای آسن واقع شده و این اثر در تاریخ ۲۸ اسفند ۱۳۸۵ با شمارهٔ ثبت ۱۸۳۰۵ به‌عنوان یکی از آثار ملی ایران به ثبت رسیده است.